# HNLMS O 15
Le HNLMS O 15 ou Hr.Ms. O 15 (Pennant number: N15/P15) est un sous-marin de la classe O 12 de la Koninklijke Marine qui a servi pendant la Seconde Guerre mondiale.
Il est le seul sous-marin de Classe O 12 à être construit par la Wilton-Fijenoord de Rotterdam et est l'un des nombreux navires néerlandais à avoir servi dans des convois pendant la guerre civile espagnole. Lorsque la Seconde Guerre mondiale a éclaté, le O 15 était stationné à Curaçao. Il revint en Europe et fut basé à Dundee, d'où il patrouilla la côte de la Norvège et accompagna des convois jusqu'à Archangelsk en Russie. Le sous-marin a survécu à la Seconde Guerre mondiale et a été retiré du service actif juste après la reddition du Japon. Il a été démoli en 1946 à Hendrik-Ido-Ambacht.

## Histoire

### Avant la Seconde Guerre mondiale
Avec son navire-jumeau (sister ship) le O 13, le O 15 a participé à l'Exposition internationale de Bruxelles en 1935.
Plus tard cette année-là, le O 15, avec les navires néerlandais O 12, O 15, Hertog Hendrik, Van Ghent, Kortenaer et Z 5, a fait le tour de la mer du Nord, faisant escale à Göteborg et Oslo.
En 1937, le O 15 a fait du convoyage dans le détroit de Gibraltar pendant la guerre civile espagnole, avec Hertog Hendrik, Johan Maurits van Nassau, Nautilus, Java et O 13.
Le 2 octobre 1939, le navire part avec le O 20 et le sloop Van Kinsbergen pour Curaçao aux Petites Antilles, par la "long route" (autour de l'Écosse) en raison de la menace des mines dans la Manche. Après 27 jours, le navire arrive à Curaçao le 29 octobre.

### Pendant la Seconde Guerre mondiale
Lors de l'attaque allemande sur les Pays-Bas en 1940, le O 15 se trouve dans le port de Curaçao pour entretien. Début juillet, après que des consultations entre la Marine royale néerlandaise et la Royal Navy aient abouti à la conclusion qu'il n'y avait pas besoin de sous-marins néerlandais dans les Caraïbes, le O 15 reçoit l'ordre de se rendre en Angleterre via Kingston, les Bermudes et Halifax au Canada. À Hamilton, aux Bermudes, des réparations sont effectuées sur les moteurs diesel qui doivent être révisés à Halifax. Comme les pièces et les ouvriers ne sont pas disponibles à Halifax, le O 15 se rend à Philadelphie. Il aide à tester le radar de type CSC (Canadian Sea Control) et ne traverse l'Atlantique que pour Dundee, en Écosse, le 15 septembre 1942. Il patrouille le long des côtes norvégiennes et accompagne les convois à Archangelsk. Il est utilisé à l'occasion pour la lutte anti-sous-marine et les essais ASDIC. Pour l'entretien du sous-marin, le O 15 reçoit des pièces du O 14, qui a été mis hors service en 1943.

### Après la Seconde Guerre mondiale
Le O 15 rentre aux Pays-Bas le 30 juin 1945 et est amarré à Rotterdam jusqu'au 23 juillet. Il retournée à Dundee pour s'entraîner mais est mis hors service peu après la reddition des Japonais et est désarmé un mois plus tard, en septembre.
Pendant un certain temps, le O 15 transporte du personnel de Dundee à Rotterdam, puis, il est vendu le 2 octobre 1946, puis démoli à Hendrik-Ido-Ambacht.

## Commandants
- Luitenant ter zee 2e klasse (Lt.) Henri Max Louis Frédéric Emile van Oostrom Soede du 27 mai 1939 au 6 avril 1942
- Luitenant ter zee 1e klasse (Lt.Cdr.) Gerrit Quint du 6 avril 1942 au 8 décembre 1942
- Luitenant ter zee 2e klasse (Lt.) Arie Jan Schouwenaar du 8 décembre 1942 au 15 février 1944
- Luitenant ter zee 2e klasse (Lt.) Simon Hendrik de Boer du 15 février 1944 au 24 mars 1944
- Luitenant ter zee 2e klasse (Lt.) Jean Baptist Maria Joseph Maas du 24 mars 1944 au 15 août 1944
- Luitenant ter zee 2e klasse (Lt.) Jonkheer Willem Cornelis Mary de Jonge van Ellemeet du 15 août 1944 au 1er octobre 1944
- Luitenant ter zee 2e klasse (Lt.) Baron Rudolph Willem van Lynden du 1er octobre 1944 au 16 avril 1945
- Luitenant ter zee 2e klasse (Lt.) Simon Hendrik de Boer du 16 avril 1945 au 22 avril 1945
- Luitenant ter zee 2e klasse (Lt.) Baron Rudolph Willem van Lynden du 22 avril 1945 au 12 septembre 1945

## Palmarès
Le HNLMS O 15 n'a ni coulé, ni endommagé de navire ennemi.